# Dragster

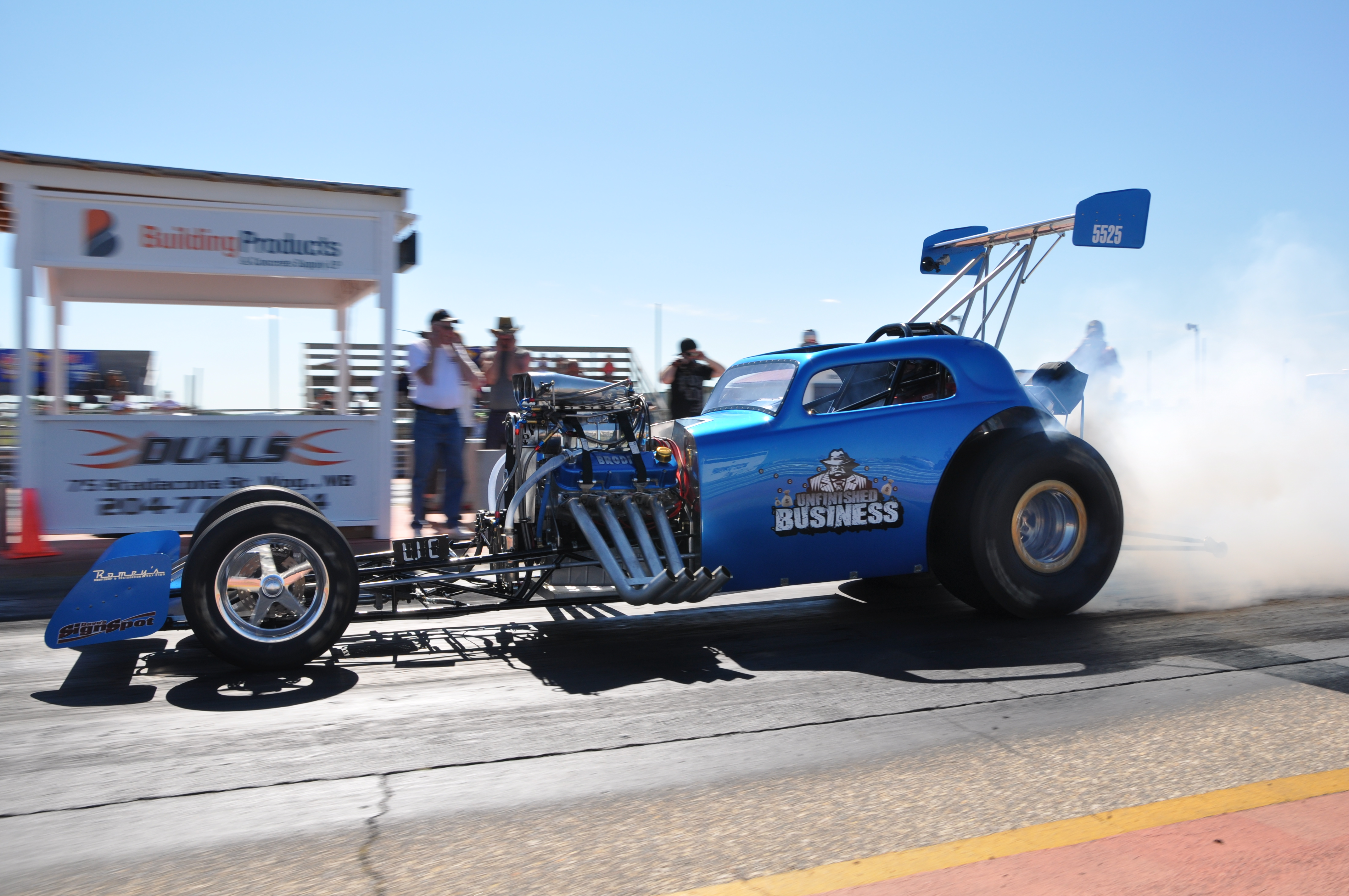
dragster

Dragster je speciální automobil nebo motocykl, uzpůsobený k závodům na krátkou vzdálenost s pevným startem.
Závody se obvykle pořádají na vzdálenost 1 320 stop (1/4 míle), to jest 402 m, méně často i na 200 m.
Původně se jedná o sport provozovaný v Severní Americe, ale je populární i v mnoha dalších zemích všech kontinentů.
V Česku se ale častěji a úspěšněji provozuje jen jeho finančně dostupnější motocyklová varianta. V roce 2006 se dokonce stal český jezdec Roman Sixta mistrem Evropy v kategorii SuperTwin TopGas.
Vzhledem ke krátké vzdálenosti, na níž závod probíhá, se jedná především o závod ve zrychlení. Vozidla jsou konstruována tak, aby byla schopna vyvinout během několika sekund, po něž jízda probíhá, co nejvyšší rychlost. Výkony motorů se pohybují ve stovkách kilowattů (záleží na kategorii – nejsilnější motory mají výkon přes 4400 kW při 8000 otáčkách za minutu). Pro dragstery jsou typické velké pneumatiky ze speciálních směsí, které umožňují přenést na dráhu výkon motorů. Zrychlení v nejsilnějších třídách dosahuje až 5 G.
V roce 1977 vytvořila Kitty O'Neilová rekord v závodech dragsterů.
Dosáhla tehdy rychlosti 628,85 km/h za pouhých 3,72 s.
Existuje řada kategorií dragsterů. Základní dělení ja na profesionální a amatérské kategorie, dále pak podle objemu motorů, použitého paliva, okysličovadla a konstrukce.

## Třídy dragster motocyklů

### Public Bikes
Třída vypisovaná pořadatelem jednotlivých závodů určená pro sériově vyráběné motocykly bez úprav. Podmínkou je TP, RZ, platná STK. Závodí se systémem „CannonBall“ – každý absolvuje čtyři jízdy na čas, nejhorší jízda – čas se nezapočítává, součet zbylých tři jízd – časů určuje pořadí. Info u jednotlivých pořadatelů.

### Street ET
V této třídě startují sériově vyráběné motocykly bez rozdílu objemu, které mají TP, RZ a platnou STK. Povoleny jsou pouze úpravy výfuku, přetryskování karburátoru, výměna vzduchového filtru, případně namontování Power Commanderu u vstřikování paliva. ET třída je určena pro motocykly, které nedosáhnou 1/4 míle nebo 1/8 míle za méně než stanovený časový limit (ET).

### Street Twin ET
V této třídě startují sériové motocykly typu Chopper, Custom a Cruiser s max. dvouválcovým motorem, které mají TP, RZ a platnou STK. Povoleny jsou pouze úpravy výfuku, přetryskování karburátoru, výměna vzduchového filtru, případně namontování Power Commanderu u vstřikování paliva. ET třída je určena pro motocykly, které nedosáhnou 1/4 míle nebo 1/8 míle za méně než stanovený časový limit (ET).

### Pro Street
Jsou sériově vyráběné motocykly bez rozdílu objemu, upravené pro závody dragsterů s platným Průkazem sportovního motocyklu bez RZ. Úpravy strojů se řídí Všeobecnými technickými předpisy pro dragstery a Technickými předpisy pro třidu Pro Street. Povolené palivo pouze benzín. Motor může být upravován při zachování původních dílů. Změna výfukového potrubí a tlumičů výfuku je povolena. Změna karburátoru, nebo vstřikování je povolena.  Použití kompresoru, turba a N2O je zakázáno.  Mohou zde také startovat sériové motocykly tříd ET, které mají TP, RZ a platnou STK.

### Modified Street Twin
Jsou upravené motocykly pro závody dragsterů vybavené dvouválcovým motorem pocházejícím ze sériové výroby s platným Průkazem sportovního motocyklu bez RZ. Úpravy strojů se řídí Všeobecnými technickými předpisy pro dragstery a Technickými předpisy pro třídu Modified Street Twin. Povolené palivo pouze benzín. Motor může být libovolně upravován, může být použit kompresor, turbo, N2O. Rám může být speciální výroby nebo sériový upravený. Hlavním omezením je použití pneumatik pro běžný silniční provoz se vzorkem. Mohou zde také startovat motocykly tříd ET a Pro Street s dvouválcovým motorem.

### Super Street Bike
Jsou upravené motocykly pro závody dragsterů vybavené motorem pocházejícím ze sériové výroby s platným Průkazem sportovního motocyklu bez RZ. Úpravy strojů se řídí Všeobecnými technickými předpisy pro dragstery a Technickými předpisy pro třídu Super Street Bike. Povolené palivo pouze benzín. Motor může být libovolně upravován, může být použit kompresor, turbo, N2O. Rám může být speciální výroby nebo sériový upravený. Hlavním omezením je použití pneumatik pro běžný silniční provoz se vzorkem. Mohou zde také startovat motocykly tříd ET a Pro Street.

### Junior Dragster 50 ET
Třída určená pro jezdce 7 – 10 let. Třída je určena pro motocykly speciální konstrukce pro závody dragsterů s motorem pocházejícím z běžné sériové výroby o objemu max. 50 cm³. Úpravy motoru jsou povoleny při zachování původních dílů. Spojka automatická odstředivá. Výměna výfuku karburátoru a vzduchového filtru je povolena. Konstrukce motocyklu musí odpovídat Všeobecným technickým předpisům pro dragstery a Technickým předpisům pro třídu Junior Dragster 50. Motocykl musí mít platný Průkaz sportovního motocyklu bez RZ. ET třída určená pro motocykly, které nedosáhnou 1/4 míle nebo 1/8 míle za méně než stanovený časový limit (ET).

### Teenager Dragster 125 ET
Třída určená pro jezdce 11 – 16 let.  Třída je určena pro motocykly speciální konstrukce pro závody dragsterů se čtyřtaktním motorem 1 – 2 válcovým, pocházející z běžné sériové výroby (kategorie 11kW) o objemu max. 125 cm³. Úpravy motoru jsou povoleny při zachování původních dílů. Výměna výfuku karburátoru a vzduchového filtru je povolena. Konstrukce motocyklu musí odpovídat Všeobecným technickým předpisům pro dragstery a Technickým předpisům pro třídu Teenager Dragster 125. Motocykl musí mít platný Průkaz sportovního motocyklu bez RZ. ET třída určená pro motocykly, které nedosáhnou 1/4 míle nebo 1/8 míle za méně než stanovený časový limit (ET).

### National Dragster
Jsou motocykly pro závody dragsterů speciální konstrukce s objemem motoru: 1 válec: max.650 cm³ – palivo benzín, metylalkohol, kompresor, turbo, N2O je povoleno. 1– 2 válec: max. 750 cm³ – palivo benzín, methylalkohol, 3 a více válec: max. 600 cm³ – palivo pouze benzín, kompresor, turbo, N2O je zakázáno. Motor může být libovolně upravován. Rám může být speciální konstrukce. Jsou předepsány závodní pneumatiky typu „Slick“ a „Wheelie Bars“ proti převrácení motocyklu. Konstrukce motocyklu musí odpovídat Všeobecným technickým předpisům pro dragstery a Technickým předpisům pro třídu National Dragster. Motocykl musí mít platný Průkaz sportovního motocyklu bez RZ.

### Competition Dragster
Třída je určena pro motocykly speciální konstrukce pro závody dragsterů a slučuje v sobě dále uvedené třídy. Konstrukce motocyklu se řídí Všeobecnými technickými předpisy pro dragstery a Technickými předpisy dle jednotlivých tříd: HD-VROD Destroyer, Super Twin Top Gas, Pro Stock Bike, Funny Bike, Super Twin Top Fuel Bike a Top Fuel Bike .

### HD- VROD Destroyer
- - Třída HD V-Rod Destroyer je třída továrně upravených motocyklů HD V-Rod pro dragsterové závody. Použitým palivem je benzín. Použití kompresoru, turba a N2O je zakázáno. Úpravami motoru zaručuje výrobce výkon 165 HP. Jsou povoleny pouze dílčí úpravy výfuku a řídící jednotky zapalování a vstřikování. Předepsán je „Wheelie Bars“ proti převrácení motocyklů. Motocykl musí mít platný Průkaz sportovního motocyklu bez RZ.
  - Super Twin Top Gas.Třída Super Twin Top Gas je třída speciálních motocyklů s dvouválcovým motorem, ať už řadovým nebo do V s obsahem až 3000 cm³. Tyto motory mohou spalovat pouze benzín a mohou být přeplňovány buď mechanickým kompresorem nebo turbem. Speciální paliva a vstřik N2O je zakázán. Rámy jsou speciální konstrukce. Pneumatiky závodní – dragsterové typu „Slick“. Předepsán je „Wheelie Bars“ proti převrácení motocyklů. Motocykl musí mít platný Průkaz sportovního motocyklu bez RZ.
  - Pro Stock Bike. Tato třída je otevřena pro benzínem poháněné, siluetou připomínající továrně vyrobené motocykly dostupné široké veřejnosti a upravené pro závody dragsterů. Pneumatiky závodní – dragsterové typu „Slick“. Předepsán je „Wheelie Bars“ proti převrácení motocyklů. Motocykl musí mít platný Průkaz sportovního motocyklu bez RZ. 
  - Funny BikeSuper. Třída je určena pro jednomotorové motocykly – dragstery, se zážehovým motorem spalujícím metanol, nitrometan nebo benzín. Speciální stavby, siluetou připomínající motocykl ze sériové výroby. Max. objem 3200 cm³ s oddělenou převodovkou nebo 2500 cm³ s převodovkou v bloku motoru. Max. objem 2500 cm³ při použití přeplňování turbem nebo kompresorem. N2O je povoleno pouze při použití paliva benzín nebo metanol. Použití paliva nitrometan je povoleno pouze u nepřeplňovaných motorů. Pneumatiky závodní – dragsterové typu „Slick“. Předepsán je „Wheelie Bars“ proti převrácení motocyklů. Motocykl musí mít platný Průkaz sportovního motocyklu bez RZ.
  - Twin Top Fuel. Speciálně postavené motocykly – dragstery spalující palivo min. 50% nitrometan. Motocykly v souladu s předpisem pro třídu TOP FUEL BIKE, poháněné jedním zážehovým čtyřdobým motorem, nejvýše dvouválcovým s objemem nejméně 750 cm³. Pneumatiky závodní – dragsterové typu „Slick“. Předepsán je „Wheelie Bars“ proti převrácení motocyklů. Motocykl musí mít platný Průkaz sportovního motocyklu bez RZ.
  - Top Fuel Bike. Speciálně postavené motocykly – dragstery spalující palivo min. 50% nitrometan s nejvyšším objemem 3200 cm³ pro atmosféricky plněný motor a 1 700 cm³ pro přeplňovaný motor. Nejmenší zdvihový objem motoru je 750 cm³. Pneumatiky závodní – dragsterové typu „Slick“. Předepsán je „Wheelie Bars“ proti převrácení motocyklů. Motocykl musí mít platný Průkaz sportovního motocyklu bez RZ.

## Třídy dragster automobilů

### Super Street ET
Určeno pro sériová vozidla bez úprav, nebo pro speciální upravená vozidla dle Technického předpisu pro dragstery této třídy s uzavřenou karoserií – blatníky, kapota, chladič, střecha, nárazníky, čelní sklo a funkční dveře. Kabriolety, sportovní vozidla a dodávkové automobily jsou povoleny. Dragster a Funny auta jsou zakázány.
Minimální hmotnost vozu, včetně jezdce – s motorem:
- 8válec – 1 270kg
- 6válec – 907kg
- 4válec – 544kg

Mohou zde také startovat sériová vozidla, která mají TP, RZ a platnou STK.
ET třída určená pro automobily, které nedosáhnou 1/4 míle nebo 1/8 míle za méně než stanovený časový limit (ET).

### Super Gas ET
Určeno pro sériová vozidla bez úprav, nebo pro speciální upravená vozidla dle Technického předpisu pro dragstery této třídy s uzavřenou karoserií – blatníky, kapota, chladič, střecha, nárazníky, čelní sklo a funkční dveře. Nárazníky nejsou povinné, mřížka chladiče může být nahrazena ilustrační samolepkou. Kabriolety, sportovní vozidla a dodávkové automobily jsou povoleny. Dragster a Funny auta jsou zakázány.
Minimální hmotnost vozu, včetně jezdce – s motorem:
- 8válec – 952kg
- 6válec – 748kg
- 4válec – 544kg

Mohou zde také startovat sériová vozidla, které mají TP, RZ a platnou STK.  ET třída určená pro automobily, které nedosáhnou 1/4 míle nebo 1/8 míle za méně než stanovený časový limit (ET).